# Portugal International 2023
Die Portugal International 2023 fanden vom 8. bis zum 12. März 2023 in Caldas da Rainha statt. Sie wurden im Centro de Alto Rendimento de Badminton ausgetragen, dem Leistungszentrum des portugiesischen Badmintonverbands Federação Portuguesa de Badminton. Es war die 58. Auflage dieser internationalen Titelkämpfe von Portugal im Badminton.

## Sieger und Platzierte
| Disziplin    | Gold                               | Silber                              | Bronze                                 |
| ------------ | ---------------------------------- | ----------------------------------- | -------------------------------------- |
| Herreneinzel | Johnnie Torjussen                  | Victor Ørding Kauffmann             | Pablo Abián                            |
| Herreneinzel | Johnnie Torjussen                  | Victor Ørding Kauffmann             | Enogat Roy                             |
| Dameneinzel  | Neslihan Yiğit                     | Özge Bayrak                         | Yaëlle Hoyaux                          |
| Dameneinzel  | Neslihan Yiğit                     | Özge Bayrak                         | Rosy Oktavia Pancasari                 |
| Herrendoppel | Julien Maio William Villeger       | Kazuhiro Ichikawa Daiki Umayahara   | Alex Green Steven Stallwood            |
| Herrendoppel | Julien Maio William Villeger       | Kazuhiro Ichikawa Daiki Umayahara   | Tori Aizawa Yuto Noda                  |
| Damendoppel  | Bengisu Erçetin nazlıcan Inci      | Christine Busch Amalie Schulz       | Dominika Kwasnik Kornelia Marczak      |
| Damendoppel  | Bengisu Erçetin nazlıcan Inci      | Christine Busch Amalie Schulz       | Abbygael Harris Annie Lado             |
| Mixed        | Andreas Søndergaard Iben Bergstein | Joshua Hurlburt-Yu Rachel Honderich | Paweł Śmiłowski Magdalena Świerczyńska |
| Mixed        | Andreas Søndergaard Iben Bergstein | Joshua Hurlburt-Yu Rachel Honderich | Steven Stallwood Hope Warner           |